# Kocher-Zeichen
Das Kocher-Zeichen ist ein klinisches Zeichen bei der endokrinen Orbitopathie, das eine Zunahme der Retraktion des Augenlids beim Fixieren darstellt. Der Blick des Patienten erscheint dabei „ängstlich“.
Das Kocher-Zeichen ist nach dem Schweizer Chirurg Emil Theodor Kocher (1841–1917) benannt, der es 1874 beschrieb.
Weitere klinische Zeichen der endokrinen Orbithopathie sind das Graefe-Zeichen, das Dalrymple-Zeichen, das Stellwag-Zeichen und das Möbius-Zeichen.

## Originalbeschreibung
- Theodor Kocher: Zur Pathologie und Therapie des Kropfes. In: Deutsche Zeitschrift für Chirurgie. Band 4, Nr. 5/6, 1874, S. 417–440, doi:10.1007/BF02811103.